# Marián Hock
Marián Hock (* 27. února 1992, v Hradci Králové) je český fotbalový obránce, od roku 2011 působící v A-týmu FC Hradec Králové.

## Klubová kariéra
Svoji fotbalovou kariéru začal v Hradci Králové, kde se přes všechny mládežnickými kategoriemi. V roce 2011 se propracoval do prvního mužstva. V A-mužstvu debutoval v druholigovém utkání 11. srpna proti FC MAS Táborsko (prohra Hradce Králové 0:2), odehrál 67 minut. V druholigové sezoně 2013/14 postoupil s Hradcem Králové do nejvyšší soutěže.